# Ribes ciliatum
Ribes ciliatum là một loài thực vật có hoa trong họ Grossulariaceae. Loài này được Humb. & Bonpl. ex Roem. & Schult. miêu tả khoa học đầu tiên năm 1819.